# Le Chasseron
Le Chasseron est un sommet du massif du Jura situé dans le canton de Vaud, en Suisse, et culminant à 1 608 m d'altitude. Il se classe en troisième position des sommets suisses jurassiens juste avant le Chasseral situé à 50 km au nord-est et plus bas de seulement 40 cm.

## Toponymie
La montagne est désignée sous le nom de Chausserunt en 1405, Sachiron en 1439, Secheron en 1524, Sucheron au XVIIIe siècle avant de prendre son nom actuel. L'étymologie indiquerait plusieurs sources possibles. Sécheron correspond à l'aridité de la crête. Le nom pourrait venir du préroman tsukko (« sommité ») ou des mots gaulois socco (« sabot ») ou cassanos (« chêne »), du latin saxum (« rocher »), du radical préceltique suc (« pointe de rocher ») qui a donné également Le Suchet.

## Géographie

### Situation
Le Chasseron est situé sur le territoire de la commune de Bullet, dans le district du Jura-Nord vaudois, à 3,5 km au nord-est de Sainte-Croix et à 8 km au nord-ouest d'Yverdon-les-Bains. À 5 km au nord du sommet, se trouve le val de Travers, tandis que les sommets du Suchet et des aiguilles de Baulmes sont situés respectivement à 8 et 5 km au sud-ouest. Le mont Aubert est quant à lui à 10 km à l'est-nord-est du Chasseron.

### Topographie
Le Chasseron fait partie avec le Cochet (1 484 m) et les Petites Roches (1 583 m) d'une ligne de crête, de direction NE-SO, surplombant de plus de 500 m la haute-vallée de la Dénériaz. Au sud-est, le sommet domine de plus de 450 m le village de Bullet et de plus de 1 100 m le plateau suisse, situé à environ 5 km. De l'autre côté de la vallée de la Dénériaz, se trouvent les Roches Blanches culminant à 1 470 m d'altitude et le mont de la Maya.

### Géologie
Le Chasseron est un crêt situé sur l'axe d'un anticlinal d'orientation NE-SO. Le sommet est composé de calcaires oolithiques, de faciès Séquanien (sud) et de calcaires à couches de base à stromatolithes (nord) datant du Kimméridgien inférieur. Le versant nord-ouest du Chasseron est recouvert d'éboulis, tandis que le versant sud-est est composé des calcaires oolithiques séquaniens, dans lesquels on peut parfois trouver des bancs plus ou moins marneux, jusqu'à environ 1 450 m d'altitude où l'on repasse dans les niveaux de base à stromatolithe du Kimméridgien et/ou à un niveau calcaire micritique du même étage.

### Climat
Le climat du Chasseron se caractérise par une forte influence continentale à montagnarde, des neiges et fortes gelées l'hiver, des sécheresses et des chaleurs l'été ponctuées par des pluies pouvant être orageuses. Les chutes de neige sont importantes et s'étalent sur une période allant d'octobre à mai.
Les normes climatologiques relevées à la station de Bullet - La Frétaz (1 205 m) pour la période 1981-2010 indiquent une température moyenne annuelle de 6 °C, 125 jours de gel et 1 333 mm de précipitations.
À 16 km, le village de La Brévine détient le record de la température la plus froide en Suisse : −41,8 °C.

### Milieux
On peut séparer les différents milieux du massif du Chasseron selon l'altitude en distinguant :
- l'étage montagnard entre 600 m et 1 000 m, caractérisé par des forêts et des boisements de hêtres et de sapins accompagnés de frênes, érables, saules, noisetiers ;
- l'étage subalpin, à la limite supérieure de la forêt, qui recouvre des prairies et des éboulis ;
- l'étage alpin qui correspond aux zones sommitales pauvres en terre végétale.

#### Faune
Le massif du Chasseron est fréquenté par la faune classique des sommets du massif du Jura : cerf, chamois, chevreuil, lynx, Chat forestier, sanglier, renard, blaireau, écureuil, martre, fouine, hermine pour les mammifères auxquels s'ajoute une petite population de marmottes aux Roches éboulées.
L'avifaune compte des espèces liées aux peuplements de résineux (Grand tétras, Gélinotte des bois, Bécasse des bois, Chouette de Tengmalm, Chevêchette d'Europe, Pic noir, Cassenoix moucheté, etc.), aux pelouses d'altitude (Pipit spioncelle, Traquet motteux, Alouette des champs) et aux falaises et rochers (Rougequeue noir, Grand corbeau, Tichodrome échelette, Faucons pèlerin et crécerelle, Hirondelle de rochers). Des espèces en migration sont parfois observées : Aigle royal, Vautour fauve, Bondrée apivore, Pluvier guignard.
Parmi les insectes remarquables, notons la présence de la Rosalie des Alpes, de l'Apollon et du Solitaire.

#### Flore

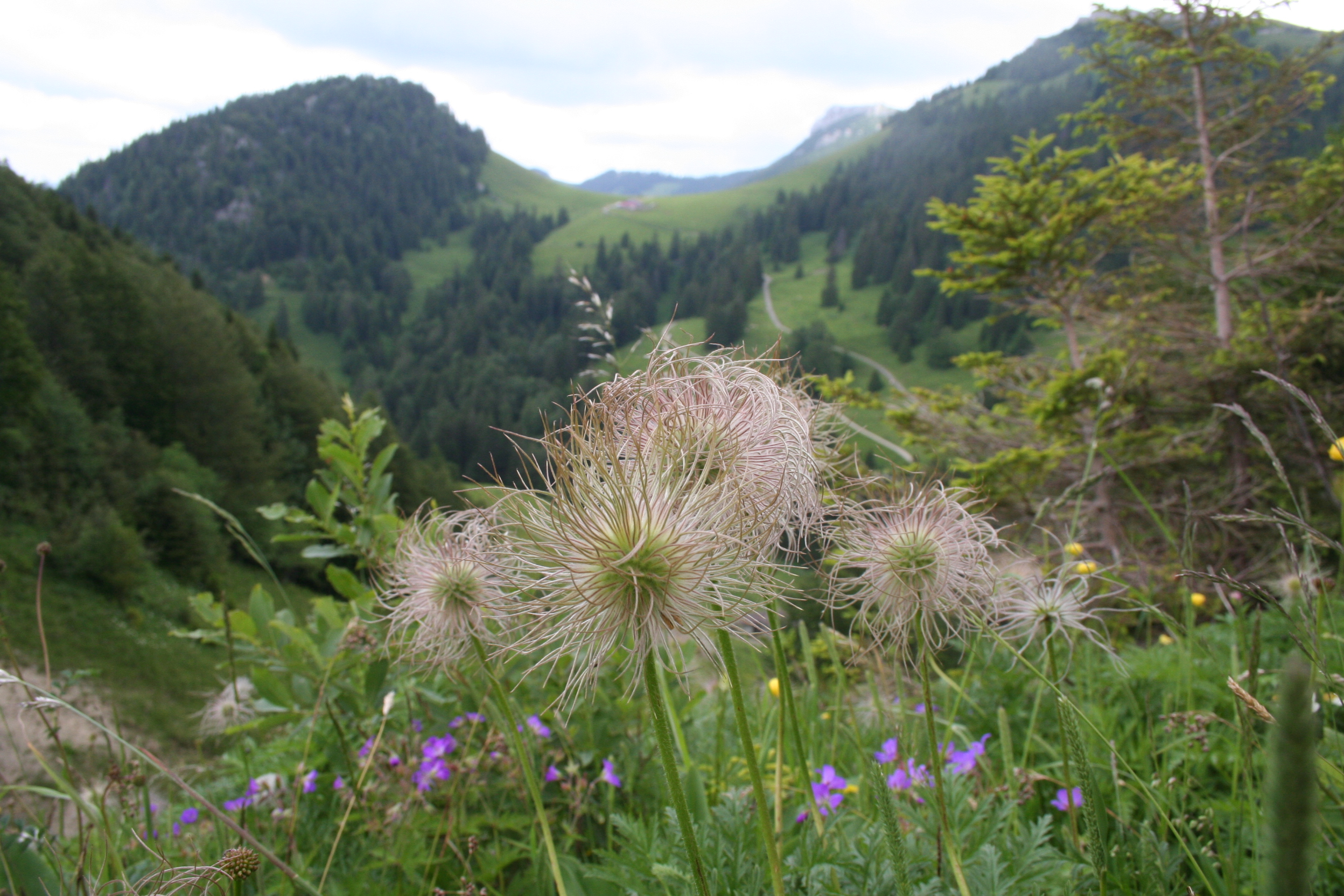
Pulsatilles des Alpes.

L'accès facile en toutes saisons et la présence de pelouses sommitales ont contribué à faire la renommée floristique du Chasseron. On y trouve des espèces relictuelles de l'époque des glaciations ainsi que des espèces pionnières des milieux rocheux. Les terrains peu modifiés par l'action de l'homme (intensification) présentent ainsi une grande diversité d'espèces. Cette abondance a engendré, par ignorance, des comportements de cueillette abusive sur des espèces rares ou menacées.
Parmi les premières floraisons, on trouve la Drave faux aïzoon qui montre ses fleurs jaunes dès le mois de février en compagnie des Soldanelles des Alpes et des Crocus de printemps. Le printemps arrive avec l'apparition des gentianes : petites fleurs bleues des Gentianes printanières, corolles des Gentianes acaule, de Koch et de Clusius, bouquets violets de la Gentiane champêtre, inflorescences dressées de la Gentiane jaune à ne pas confondre avec le Vérâtre. Les Renonculacées sont bien représentées par la Pulsatille des Alpes, l'Anémone à fleurs de narcisse, le Trolle d'Europe, les Aconits napel et tue-loup extrêmement toxiques, l'Actée en épi, les Renoncules des montagnes, alpestre et à feuilles d'aconit. Le Lis martagon est présent en limite supérieure de la forêt tandis que l'Ail victorial préfère les milieux plus humides. Les orchidées apparaissent dès la fin du mois de mai : Nigritelle noire ou Orchis vanillé, Orchis mâle, Orchis tacheté, Orchis moucheron, Orchis globuleux, Orchis miel, Orchis grenouille, Orchis à odeur de sureau, Epipactis pourpre noirâtre. Les ourlets de grandes herbes accueillent la Grande astrance, la Campanule agglomérée, le Cirse laineux, la Valériane des montagnes. Les rochers abritent l'Androsace lactée, la Dryade à 8 pétales, la Sabline à grandes fleurs, l'Œillet de Grenoble, l'Hélianthème blanchâtre et l'Euphraise dressée. Moins fréquemment, on trouve aussi sur les pelouses le Botryche lunaire, l'Épervière orangée, le Thésium des Pyrénées ou la Campanule en thyrse.

## Histoire

### Préhistoire
La facilité d'accès au sommet par le versant sud et la proximité d'autres sites préhistoriques laissent à penser que le site a été fréquenté très tôt. Une lamelle en silex trouvée en 2005 pourrait dater du Mésolithique ou du Néolithique. À quelques kilomètres, l'« abri de la Cure » à Baulmes date de la même époque. À moins de 10 km, l'alignement de Clendy près d'Yverdon a été dressé au IVe millénaire av. J.-C. À l'autre extrémité du lac de Neuchâtel, l'agglomération celte sur palafittes appelée La Tène a donné son nom au second âge du fer. Des stations lacustres sont également présentes à Concise.

### Époque romaine
Un sanctuaire gallo-romain est attesté au sommet depuis le milieu du XVIIIe siècle par la découverte de monnaies antiques au pied des falaises. Le site comportait un temple imposant (fanum) et un hospice (hospitalia) proches de l'éperon rocheux où avait lieu la iactatio ou jet rituel d'offrandes.

### Moyen Âge
Dès le XIIe siècle et durant les XIIIe et XIVe siècles, la région du Chasseron fait l'objet d'une lutte de propriété entre les sires de Grandson qui contrôlent Sainte-Croix, alliés aux Savoie et les Chalon-Arlay alliés aux comtes de Neuchâtel. Un arbitrage a lieu en 1319 qui fixe la frontière.
En 1474, la région de Sainte-Croix est savoyarde. Lors de la guerre de Bourgogne, elle passe sous l'autorité de Berne. En 1524, des bornes délimitant les bailliages communs sont mises en place dont certaines portant une croix rouge sont encore visibles.

### Siècle des Lumières
Au XVIIIe siècle, le développement de la science et l'intérêt naturaliste entraînent la visite de botanistes et d'herboristes sur les pentes du Chasseron, attirés par sa riche flore. Parmi ceux-ci on trouve Jean-Jacques Rousseau en excursion les 23-24 juillet 1764 depuis Motiers. On en trouve le récit dans la 7e promenade des Rêveries du promeneur solitaire : « Je me rappellerai toute ma vie une herborisation que je fis un jour du côté de la Robaila, montagne du justicier Clerc. J’étais seul, je m’enfonçai dans les anfractuosités de la montagne, et, de bois en bois, de roche en roche. Je parvins à un réduit si caché que je n’ai vu de ma vie un aspect plus sauvage. De noirs sapins entremêlés de hêtres prodigieux […] fermaient ce réduit de barrières impénétrables, quelques intervalles que laissait cette sombre enceinte n’offraient au-delà que des roches coupées à pic et d’horribles précipices que je n’osais regarder qu’en me couchant sur le ventre. »

### Époque moderne
L'inauguration du chemin de fer Yverdon-Sainte-Croix en 1893 a facilité l'accès au Chasseron. Le développement du tourisme entraîne en 1898 la création du Grand Hôtel des Rasses et de l'hôtel du Chasseron accessible par une route depuis les Rasses. L'essor de la pratique du ski a encore accentué sa fréquentation.

## Activités

### Économie

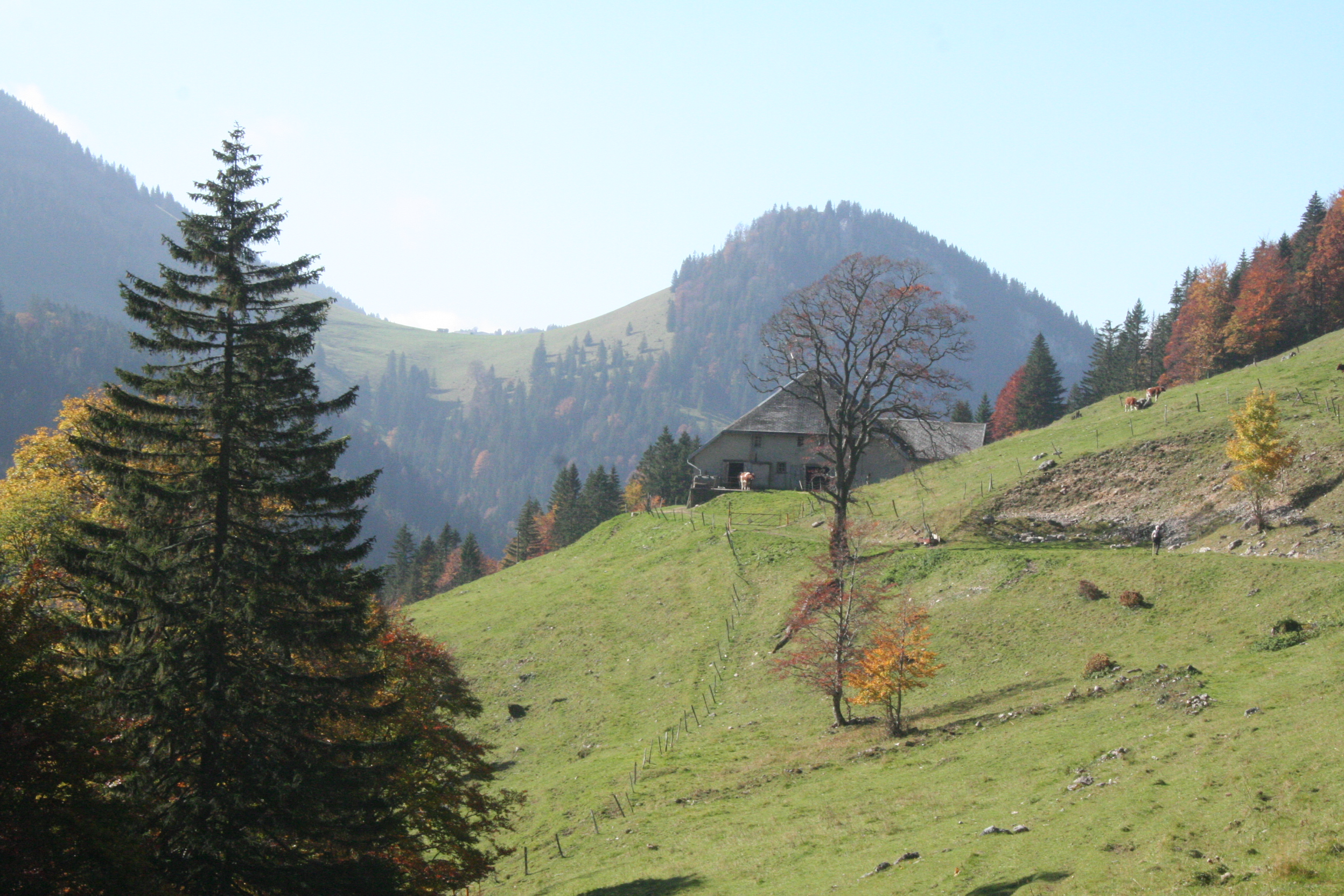
Chalet de la Dénériaz-dessus.

Le secteur du Chasseron constitue une zone d'estivage dans la partie nord du Jura vaudois qui se prolonge vers le Soliat et le Jura neuchâtelois. Comme ailleurs dans le Jura, elle est caractérisée par des exploitations occupées uniquement l'été et la présence d'herbages et de prés-bois (pâturages boisés). Ceux-ci ont fait l'objet d'une étude scientifique par l'université de Neuchâtel qui permet de prendre en compte le taux de boisement.
La plupart des exploitations sont la propriété de communes et elles en portent parfois le nom comme la Grandsonne pour Grandson ou la Bullatonne pour Bullet. Cette dernière commune possède cinq alpages dans le secteur. L'étagement des pâturages se révèle par l'utilisation des suffixes dessous et dessus dans les noms de lieux : Dénériaz-dessous, Dénériaz-dessus.
L'activité principale est l'élevage laitier pour la fabrication de gruyère. Du fait de la nécessité de la traite, les alpages éloignés reçoivent généralement les génisses.
Le paysage est marqué par les aménagements liés au pastoralisme : 
- murs de pierre sèche traditionnels ou plus simplement fil barbelé pour les clôtures ;
- tourniquets ou portails (clédards) permettant le passage des sentiers ;
- dispositifs de collecte de l'eau de pluie ou de l'eau de fonte nommés couverts ;
- citernes de stockage et bassins abreuvoir.

### Tourisme

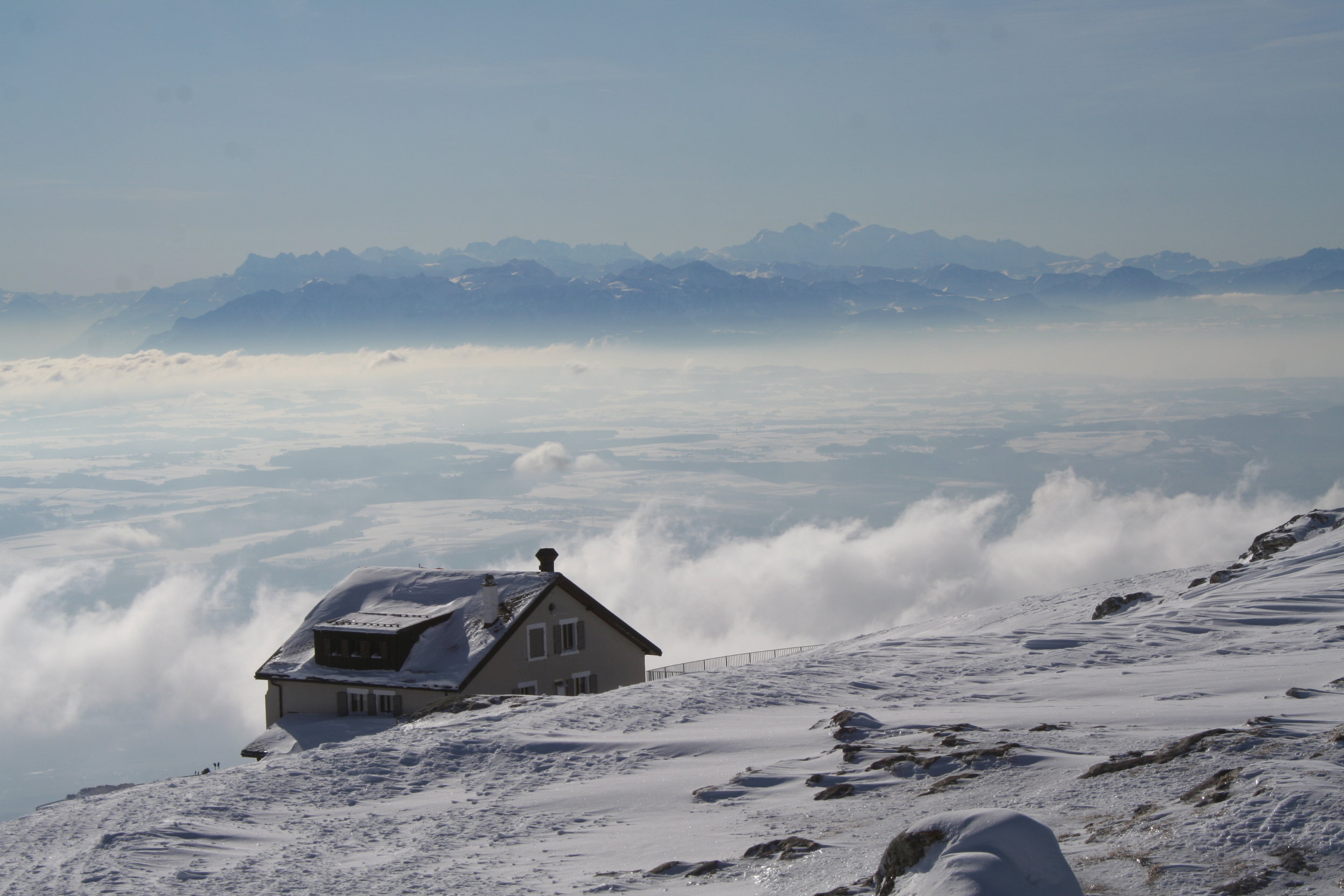
Hôtel du Chasseron, dents du Midi et mont Blanc.

Le Chasseron est un but classique de randonnée à partir de Buttes ou de la station supérieure du télésiège de la station de la Robella, de Sainte-Croix ou de Bullet. De nombreux sentiers balisés parcourent ses pentes et des voies d'escalade sont tracées dans sa paroi nord.
Le Chasseron est également renommé pour la qualité de son panorama dont la vue couvre 15 cantons et une grande partie des Alpes suisses. Louis Jaccard-Lenoir en a publié un livret en 1894 sous les auspices de la section Diablerets du Club alpin suisse. Outre le mont Blanc à 115 km, les points extrêmes visibles dans un rayon de 200 km sont la Meije, la côte d'Or, le ballon d'Alsace, la Forêt-Noire et le Säntis en Suisse orientale.
Le Chasseron, par ses pentes douces en versant sud-est et raides en versant nord-ouest, est très favorable à la pratique du ski. Dès le début du XXe siècle avec la naissance de ce sport, des randonnées et des concours ont lieu. Plus tard, la création de la station des Rasses avec le télésiège des Raplans (1951) a encore développé cette activité. De nos jours, le sommet est fréquenté par les amateurs de ski de montagne et de raquette à neige ainsi que par quelques adeptes du snowkite.
La course de descente Chasseron-Buttes a été créée en 1951. Elle a été complétée ensuite par le trophée du Chasseron qui compte 1 130 m de montée.
On trouve sur la montagne plusieurs restaurants d'alpage.

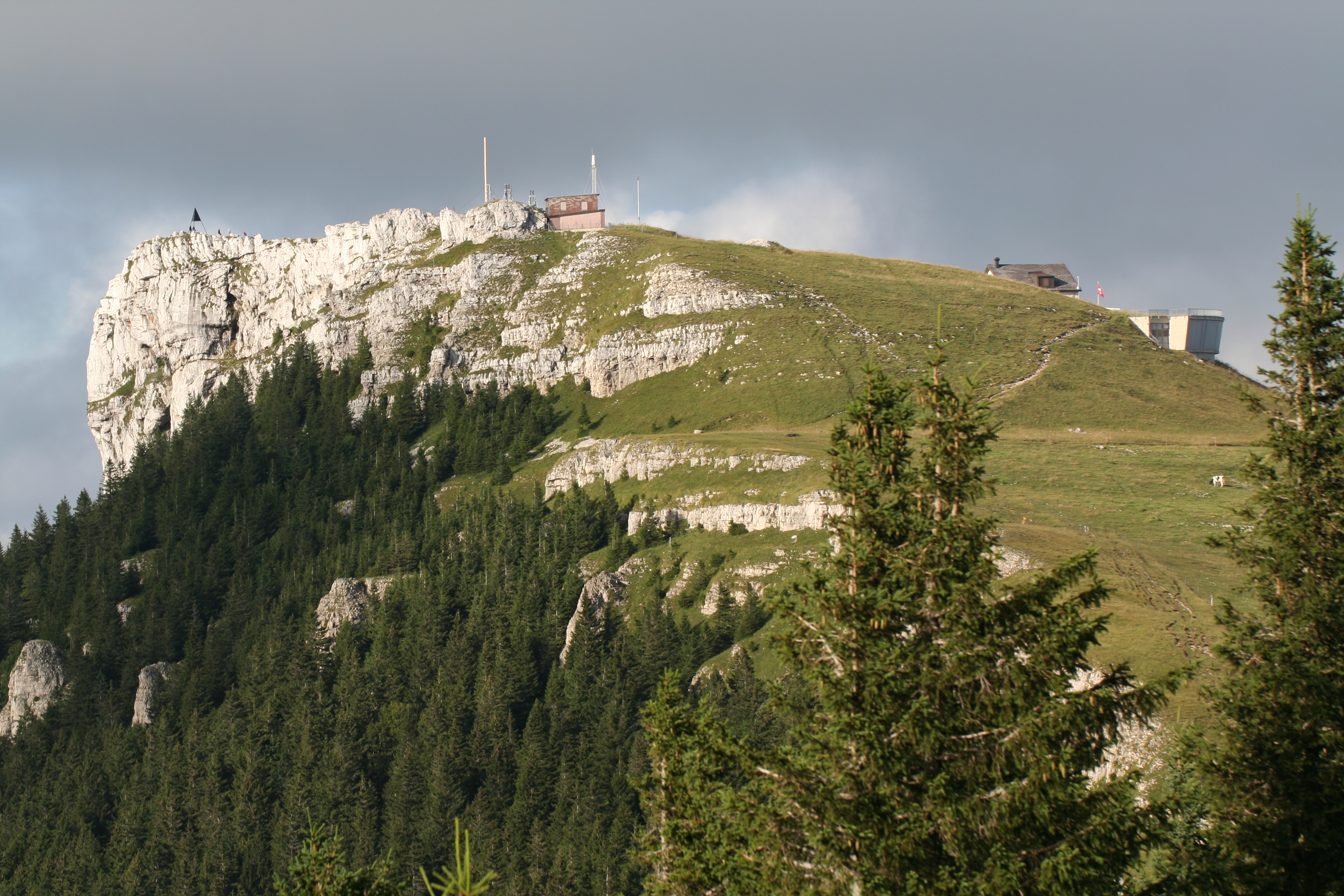
Sommet du Chasseron.
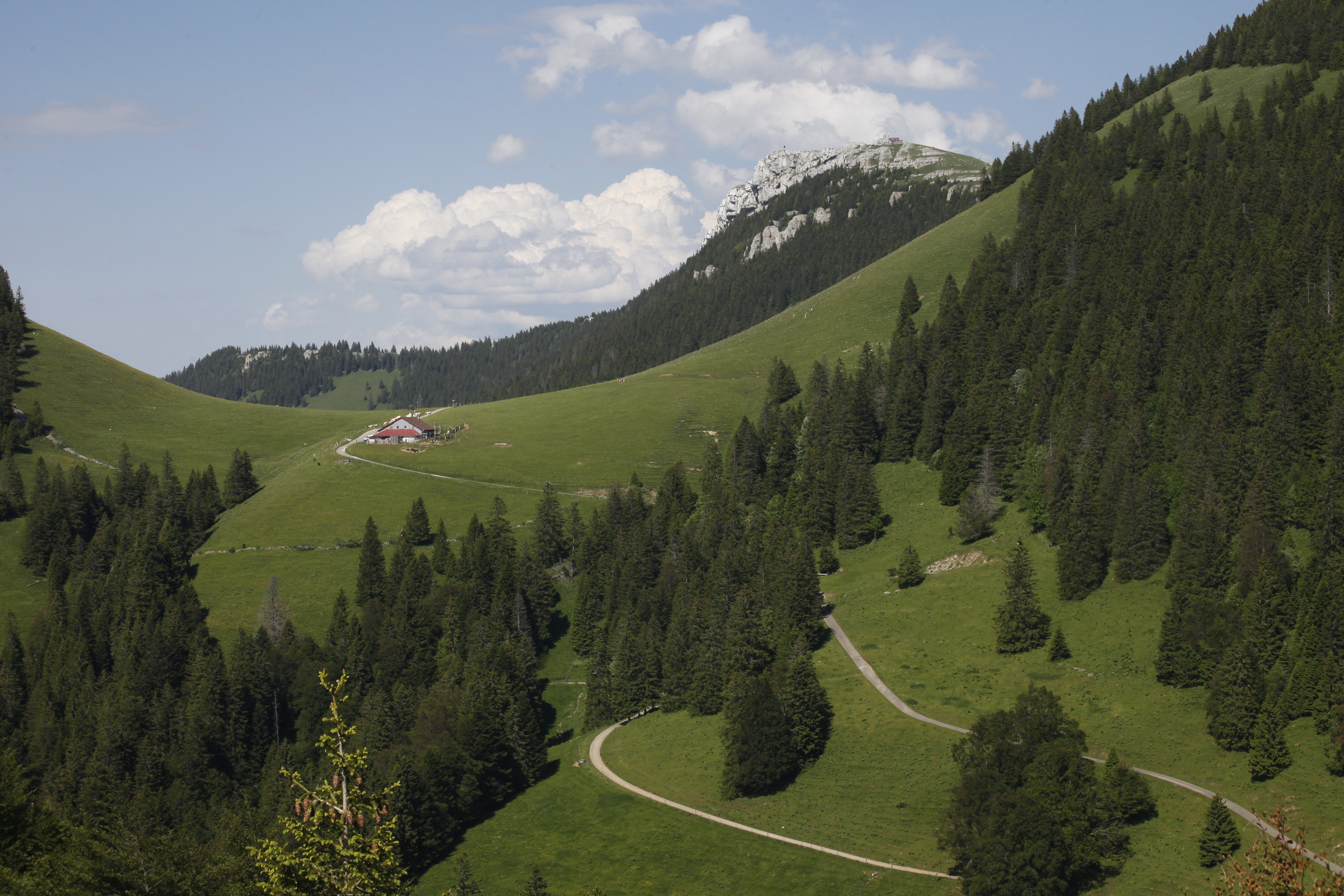
Versant ouest et ferme du Sollier.
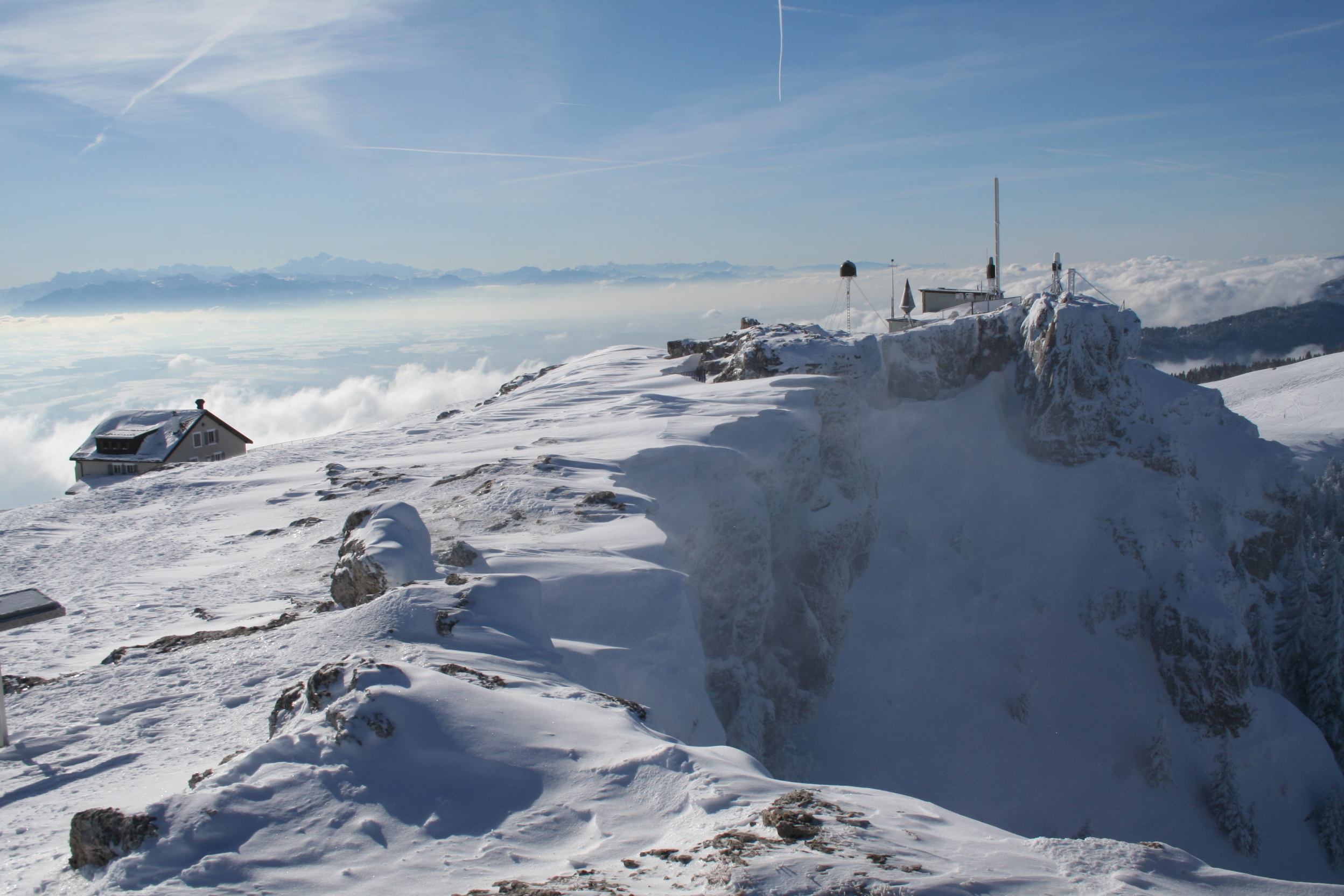
Vue du sommet en hiver.

## Divers

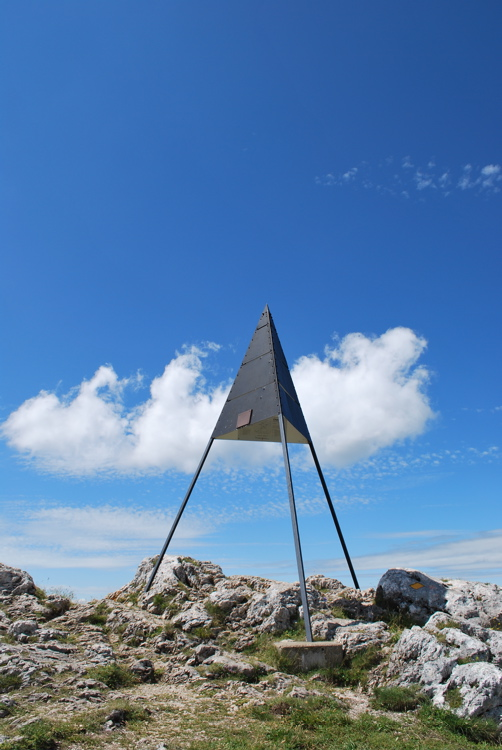
Signal géodésique

Blason de Bullet

Le blason de la commune de Bullet est décrit ainsi : « Coupé de gueules et de sable à la montagne d'or brochante ». Dessiné en 1922 aux couleurs de Berne, il figure une montagne et fait référence au Chasseron.
Outre l'hôtel et le signal géodésique noir en forme de pointe situé au point culminant, on trouve au sommet une station météorologique et un bunker semi-enterré construit en 1995 pour abriter des antennes de communication et inutilisé depuis.
À l'ouest du ressaut sommital a été déposé en 2002 un bloc erratique en gneiss baptisé Pierre de la paix.